# AZS Politechnika Śląska Gliwice (piłka siatkowa kobiet)
KŚ AZS Politechnika Śląska – polska kobieca akademicka drużyna siatkarska z Gliwic, działający przy Politechnice Śląskiej.
Do sezonu 2003/2004 drużyna grała w lidze okręgowej. Nastąpił wówczas awans do III ligi, w której drużyna grała w sezonach 2004/2005, 05/06 i 06/07, po czym awansowała do II ligi. Sezony 2007/2008, 2008/09 i 09/10 to gra w II lidze i awans do I. W całym tym okresie trenerem drużyny był mgr Wojciech Czapla – trener II klasy. W sezonie 2010/2011 klub występował w I lidze, jednak po zajęciu ostatniego miejsca w tabeli powrócił do II ligi.

## Kadra zespołu 2018/2019
- Trener : Wojciech Czapla
- Asystenci trenera: Krzysztof Czapla

| Nr | Imię i nazwisko     | Data ur.   | Wzrost | Pozycja      |
| -- | ------------------- | ---------- | ------ | ------------ |
| 1  | Malwina Stroińska   | 19.05.1998 | 184    | przyjmująca  |
| 2  | Magdalena Kowalczyk | 14.03.1990 | 185    | atakująca    |
| 3  | Joanna Ciesielczyk  | 31.05.1999 | 182    | przyjmująca  |
| 4  | Nikola Malczewska   | 07.01.1999 | 179    | rozgrywająca |
| 5  | Aleksandra Elko     | 12.11.1995 | 175    | libero       |
| 6  | Katarzyna Nowak     | 1999       | 180    | przyjmująca  |
| 7  | Sylwia Pelc         | 30.11.1990 | 189    | środkowa     |
| 8  | Iga Piątek          | 21.04.1998 | 176    | libero       |
| 9  | Kamila Dyduła       | 27.12.1998 | 187    | przyjmująca  |
| 10 | Izabella Trocińska  | 23.03.1997 | 190    | atakująca    |
| 11 | Katarina Osadchuk   | 18.11.1991 | 191    | środkowa     |
| 13 | Nikola Abramajtys   | 13.02.1997 | 185    | środkowa     |
| 14 | Katarzyna Nadziałek | 10.09.1988 | 181    | rozgrywająca |
| 18 | Erika Salanciová    | 14.06.1991 | 180    | przyjmująca  |